# Musikpreis Salzburg
Der Musikpreis Salzburg, auch Musikpreis Salzburg – Internationaler Kompositionspreis des Landes Salzburg genannt, wurde anlässlich des Mozartjahres 2006 vom Bundesland Salzburg gestiftet. Er wurde 2013 letztmals verliehen.

## Kompositionspreis
Mit diesem Kompositionspreis wollte sich Salzburg verstärkt „als Zentrum der Gegenwartskunst, …der neuen Musik und ihrer Protagonisten“ (lt. Selbstdarstellung) zeigen. Ab 2009 wurde der Musikpreis in Zusammenarbeit mit der Salzburg Biennale der Stadt Salzburg, dem künftigen Festival für Neue Musik, verliehen. Die Dotierung betrug bis 2009 80.000 Euro für den Preisträger, 20.000 Euro an den Förderungspreisträger. Der Musikpreis Salzburg wurde zunächst alle drei Jahre vergeben. Ab 2009 erfolgte die Verleihung alle zwei Jahre, wegen der Verkürzung des Vergabeintervalls betrug die Dotierung des Preises nun 60.000 Euro.

## Preisträger
- 2006 Salvatore Sciarrino; Francesco Filidei (Förderungspreis)
- 2009 Klaus Huber; Franck Christoph Yeznikian (Förderungspreis)
- 2011 Friedrich Cerha; Elena Mendoza (Förderungspreis)
- 2013 Georg Friedrich Haas; Aureliano Cattaneo (Förderungspreis)